# Die Weberei (Gütersloh)

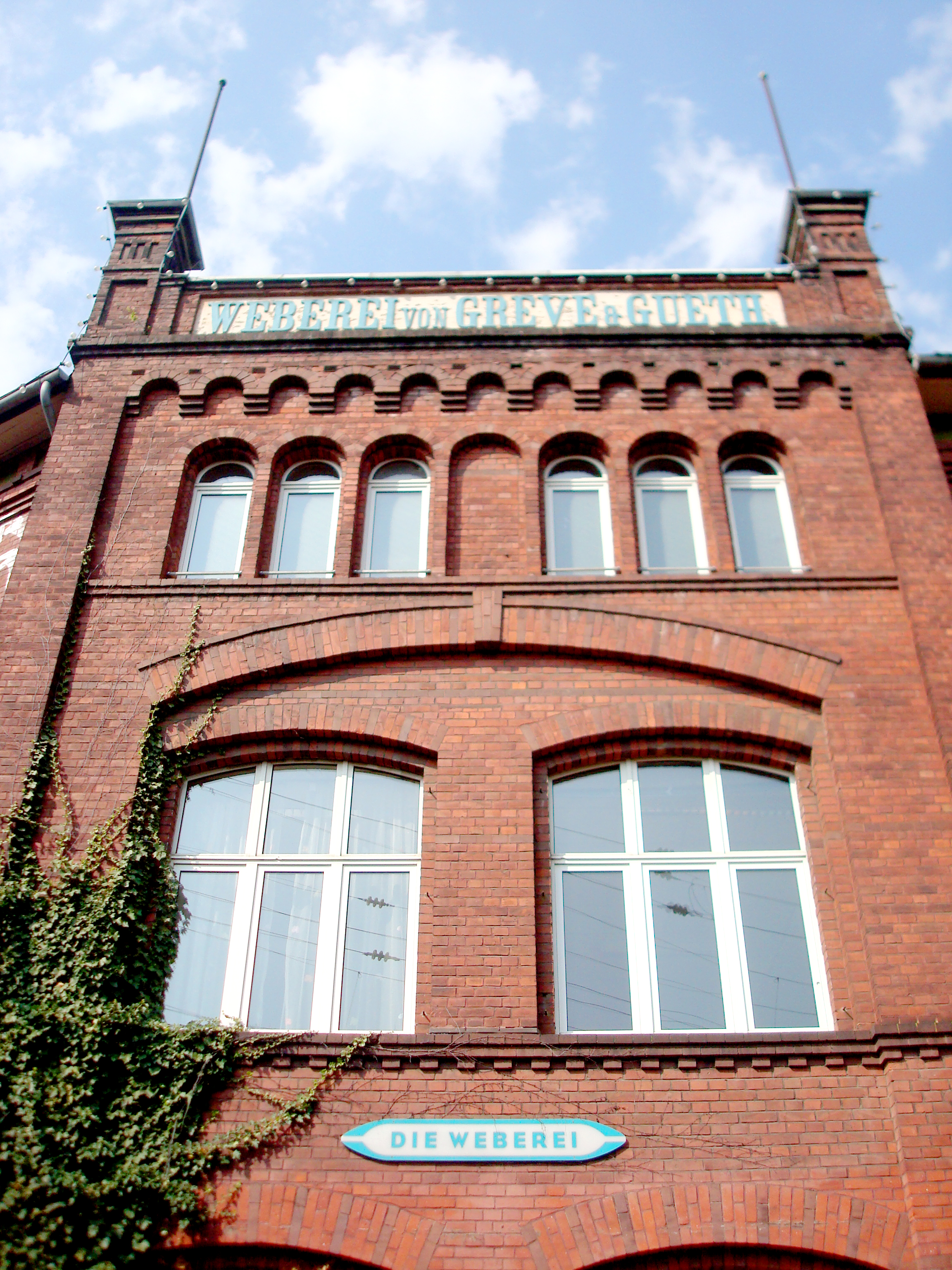
Fassade zur Dalkestraße

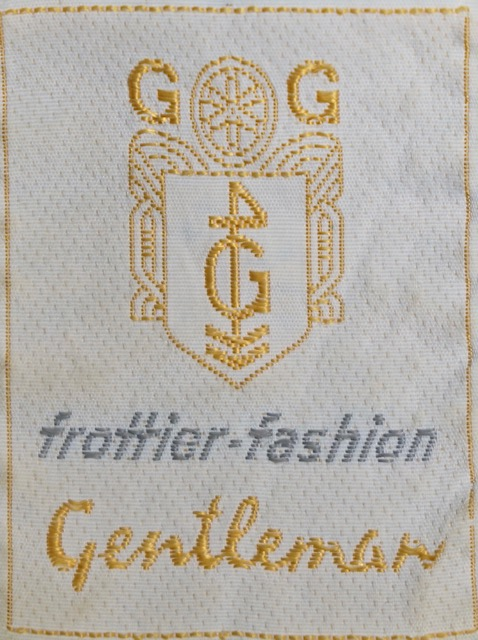
Etikett Herrenbademantel, Frottier von Greve & Güth, 1974 mit Firmenwappen

Die Weberei (früher Alte Weberei) ist ein Kulturzentrum in der ostwestfälischen Stadt Gütersloh, Nordrhein-Westfalen. Der Gebäudekomplex an der Dalke umfasst ein Jugendzentrum, eine Kneipe mit Biergarten, ein Kino mit zwei Sälen, zwei Diskoräume, eine Kleinkinderbetreuung sowie weitere Räumlichkeiten für kreative Betätigungen (Gymnastik, Ausdruckstanz, Fotografie, Töpferei, Malerei). In der Weberei finden Konzerte, Kleinkunst- und Theateraufführungen statt.

## Geschichte
Die Firma Greve & Güth wurde 1874 als erste mechanische Baumwoll-Weberei in Gütersloh von Wilhelm Greve (1842–1877) und Fritz Güth (1848–1924) auf einem früher als Bleiche genutzten Gelände in der damaligen Bauerschaft  Kattenstroth gegründet. Aus dieser Zeit stammen die ersten Gebäudeteile, wie Kessel- und Maschinenhaus. Erste Konturen der heutigen Erscheinung wurden im Jahre 1901 mit Fertigstellung des Kontor-Gebäudes und des großen Websaals, Bogenstraße/Ecke Webereistraße sichtbar. In den Jahren 1912, 1922 bis 1924 und 1927 bekam die Weberei ihr heutiges Gesicht. Durch einen Bombenangriff im März 1945 brannten große Teile aus, wobei die Außenmauern zum Teil erhalten blieben. Die Renovierungsarbeiten wurden in den Nachkriegsjahren (1946–1947) durchgeführt.
Der Umsatz entfiel zu 60 % auf Bademäntel aus Frottierstoffen gehobener Qualität und zu ca. 30 % auf sogenannte Kleinfrottierwaren. 10 % des Umsatzes macht die Spezialberufsbekleidung für die Schwerindustrie (Bergbau, Stahlindustrie) aus. Nach vielen Schwierigkeiten in Folge hoher Importe (z. B. aus Brasilien) zu Preisen, die unter den inländischen Herstellungspreisen lagen, stellte zum 1. Oktober 1975 die Frottierweberei Greve & Güth ihren Betrieb ein. 140 Mitarbeiter verloren ihre Arbeit. Die Stadt Gütersloh kaufte das Gelände und vermietete einen Teil der Hallen bis Mai 1980 als Lager.
Als ein Abriss der Weberei in Planung war, regte sich bei vielen Gütersloher Bürgern Widerspruch. Sie alle betrachteten das Gebäude als ein Stück „Alt-Gütersloh“, das im Stadtbereich die Erinnerung an die Zeit der Industrialisierung wachhält. Ende November 1979 bildete sich schließlich ein Aktionskomitee „Rettet die Fabrik“, das die Öffentlichkeit informieren und für die Erhaltung der alten Weberei gewinnen wollte. Dieses Aktionskomitee war ein loser Zusammenschluss von Vereinen, Gruppen und Einzelpersonen. Man kam zu der Auffassung, dass es in Gütersloh an Räumen für soziale, kulturelle und andere Einrichtungen fehle. Dafür die alten Fabrikgebäude zu nutzen, erschien vielen sinnvoll. Die Initiative erreichte durch ihre Aktivitäten, dass der Planungsausschuss und Rat der Stadt Gütersloh – maßgeblich beeinflusst durch Ideen des Aktionskomitees –, die Nutzungsänderung erteilte.
Nach Verabschiedung dieses Beschlusses löste sich das Aktionskomitee auf, um einen Trägerverein für die ehemalige Fabrik zu gründen. Die konstituierende Versammlung des Vereins „Alte Weberei e.V.“ fand am 27. März 1980 statt. Die erarbeitete Satzung wurde von ca. 30 Gründungsmitgliedern nach ausgiebiger Diskussion einstimmig verabschiedet. Der Stadtrat beschloss 1982 mit knapper sozial-liberaler Mehrheit die Pläne für ein „soziokulturelles Zentrum“ und bewilligte Bau- und Einrichtungskosten in Höhe von 2,25 Millionen D-Mark. Am Freitag, dem 13. Januar 1984, wurde die sogenannte Alte Weberei als „Bürgerzentrum Gütersloh“ eröffnet. Im August wurde an der neugestalteten Dalke-Promenade ein Gartencafé eingerichtet.
1989 wurde der Gebäudekomplex „Bogenstraße 2, 3, 5, 8“ unter der Denkmalnummer A 143 in die Liste der Baudenkmäler in Gütersloh eingetragen.
1993 eröffneten in einem von der Stadt errichteten Neubau die Programmkinos „Bambi“ und „Löwenherz“. Im Rahmen einer wirtschaftlichen und organisatorischen Restrukturierung benannte sich die „Alte Weberei“ im Jahr 1996 in „Die Weberei“ um. In einem der Nebenräume wurde Güterslohs erstes – ebenfalls selbst verwaltetes – Internetcafé „Gate’s Galerie“ eröffnet (in Betrieb bis 1. Mai 2004). 2004 wurde ein Skatepark in Betrieb genommen. Im Jugendzentrum wurden Proberäume für Bands eingerichtet. Seit 2006 nutzt die Skolelinux-Entwicklergemeinde die Weberei als einen ihrer Deutschland-Stützpunkte, im Jahr 2008 gründete sich eine freie Theatergruppe „Theateratelier“.
Am 8. Januar 2007 meldete Die Weberei aufgrund von Überschuldung Insolvenz an. Damit fand die Selbstverwaltung des Bürgerzentrums ihr Ende. Der Betrieb wird inzwischen von einer gemeinnützigen GmbH wirtschaftlich verantwortet. Die Aktiven des Bürgerzentrums haben sich in einem Verein „Initiative Soziokultur e.V.“ zusammengeschlossen und sollen auf Hausversammlungen informiert sowie an der Weiterentwicklung des Bürgerzentrums beteiligt werden.
Im Sommer 2013 meldete auch die gemeinnützige Gesellschaft der PariSozial Insolvenz an und die Stadt Gütersloh wählte in einem Auswahlverfahren die Brüder Tim und Steffen Böning als neue Betreiber aus.
Seit Januar 2014 betreiben der Inhaber einer Berliner Konzertagentur Tim Böning und der Medien- und Kommunikationsmanager Steffen Böning zusammen mit den Gastronomen Andreas Oehme und Albrecht Sprenger das Bürgerzentrum in Form der Bürgerkiez gGmbH. Auf der Agenda stehen der Ausbau des Kultur- und Soziokulturprogramms sowie die Professionalisierung der Gastronomie.